# Jari Kauppila
Jari Kauppila, född 23 februari 1974 i Lampis, Finland, är en finsk ishockeyspelare.
Kauppila spelar sedan säsongen 2008/2009 i finländska FM-ligan i Pelicans. Han har tidigare spelat i Elitserien för Luleå HF, Leksands IF och senast HV71, där han också vann sitt första och hittills enda SM-guld.
Kauppila har varit en pålitlig poängmakare hemma i Finland medan det gått lite tyngre på svensk mark. Han har även representerat sitt land vid ett flertal tillfällen. Totalt har han spelat 625 matcher i SM-liiga och gjort 330 poäng (127 mål, 203 målgivande passningar) samt blivit utvisad i 744 minuter.

## Meriter
- SM-guld 2008 med HV71

## Klubbar
- HV71 2006/2007 - 2007/2008
- HC TPS 2004/2005 - 2005/2006
- Leksands IF 2003/2004
- Pelicans 2002/2003 - 2003/2004
- HIFK 2002/2003
- Luleå HF 2000/2001 - 2001/2002
- HIFK 2000/2001
- Jokerit 1998/1999 - 1999/2000
- HPK 1994/1995 - 1997/1998
- Pelicans 1991/1992 - 1993/1994